# Foppiano
Foppiano (Unter Stald-Untermstalden in tedesco, Unnerum Schtaldä in walser) è una frazione, la più meridionale fra tutte, del comune di Formazza (Provincia del Verbano-Cusio-Ossola).